# Джон Стівенс
Джон Стівенс (англ. John Stevens, нар. 4 травня 1966, Кемпбелтон, Нью-Брансвік) — колишній канадський хокеїст, що грав на позиції захисника. Згодом — хокейний тренер.

## Ігрова кар'єра
Хокейну кар'єру розпочав 1983 року.
1984 року був обраний на драфті НХЛ під 47-м загальним номером командою «Філадельфія Флаєрс». 
Протягом професійної клубної ігрової кар'єри, що тривала 14 років, захищав кольори команд «Філадельфія Флаєрс» та  «Гартфорд Вейлерс» але здебільшого виступав за фарм-клуби в Американській хокейній лізі.
Загалом провів 53 матчі в НХЛ.

## Тренерська робота
2006 року розпочав тренерську роботу в НХЛ. Працював з командами «Філадельфія Флаєрс» та «Лос-Анджелес Кінгс», як асистент головного тренера. 

## Статистика
| Сезон        | Клуб                  | Ліга         | Регулярний сезон | Регулярний сезон | Регулярний сезон | Регулярний сезон | Регулярний сезон | Плей-оф | Плей-оф | Плей-оф | Плей-оф | Плей-оф |
| Сезон        | Клуб                  | Ліга         | І                | Г                | П                | О                | ШХ               | І       | Г       | П       | О       | ШХ      |
| ------------ | --------------------- | ------------ | ---------------- | ---------------- | ---------------- | ---------------- | ---------------- | ------- | ------- | ------- | ------- | ------- |
| 1983–84      | «Ошава Дженералс»     | ОХЛ          | 70               | 1                | 10               | 11               | 71               | 7       | 0       | 1       | 1       | 6       |
| 1984–85      | «Ошава Дженералс»     | ОХЛ          | 45               | 2                | 10               | 12               | 61               | 5       | 0       | 2       | 2       | 4       |
| 1984–85      | «Герші Берс»          | АХЛ          | 3                | 0                | 0                | 0                | 2                | —       | —       | —       | —       | —       |
| 1985–86      | «Ошава Дженералс»     | ОХЛ          | 65               | 1                | 7                | 8                | 146              | 6       | 0       | 2       | 2       | 14      |
| 1985–86      | «Каламазу Вінгс»      | ІХЛ          | 6                | 0                | 1                | 1                | 8                | 6       | 0       | 3       | 3       | 9       |
| 1986–87      | «Герші Берс»          | АХЛ          | 63               | 1                | 15               | 16               | 131              | 3       | 0       | 0       | 0       | 7       |
| 1986–87      | «Філадельфія Флаєрс»  | НХЛ          | 6                | 0                | 2                | 2                | 14               | —       | —       | —       | —       | —       |
| 1987–88      | «Герші Берс»          | АХЛ          | 59               | 1                | 15               | 16               | 108              | —       | —       | —       | —       | —       |
| 1987–88      | «Філадельфія Флаєрс»  | НХЛ          | 3                | 0                | 0                | 0                | 0                | —       | —       | —       | —       | —       |
| 1988–89      | «Герші Берс»          | АХЛ          | 78               | 3                | 13               | 16               | 129              | 12      | 1       | 1       | 2       | 29      |
| 1989–90      | «Герші Берс»          | АХЛ          | 79               | 3                | 10               | 13               | 193              | —       | —       | —       | —       | —       |
| 1990–91      | «Спрингфілд Індіанс»  | АХЛ          | 65               | 0                | 12               | 12               | 139              | 18      | 0       | 6       | 6       | 35      |
| 1990–91      | «Гартфорд Вейлерс»    | НХЛ          | 14               | 0                | 1                | 1                | 11               | —       | —       | —       | —       | —       |
| 1991–92      | «Спрингфілд Індіанс»  | АХЛ          | 45               | 1                | 12               | 13               | 73               | 11      | 1       | 3       | 4       | 27      |
| 1991–92      | «Гартфорд Вейлерс»    | НХЛ          | 21               | 0                | 4                | 4                | 19               | —       | —       | —       | —       | —       |
| 1992–93      | «Спрингфілд Індіанс»  | АХЛ          | 74               | 1                | 19               | 20               | 111              | 15      | 0       | 1       | 1       | 18      |
| 1993–94      | «Спрингфілд Індіанс»  | АХЛ          | 71               | 3                | 9                | 12               | 85               | 3       | 0       | 0       | 0       | 0       |
| 1993–94      | «Гартфорд Вейлерс»    | НХЛ          | 9                | 0                | 3                | 3                | 4                | —       | —       | —       | —       | —       |
| 1994–95      | «Спрингфілд Індіанс»  | АХЛ          | 79               | 5                | 15               | 20               | 122              | —       | —       | —       | —       | —       |
| 1995–96      | «Спрингфілд Індіанс»  | АХЛ          | 69               | 0                | 19               | 19               | 95               | 10      | 0       | 1       | 1       | 31      |
| 1996–97      | «Філадельфія Фантомс» | АХЛ          | 74               | 2                | 18               | 20               | 116              | 10      | 0       | 2       | 2       | 8       |
| 1997–98      | «Філадельфія Фантомс» | АХЛ          | 50               | 1                | 9                | 10               | 76               | 20      | 0       | 6       | 6       | 44      |
| 1998–99      | «Філадельфія Фантомс» | АХЛ          | 25               | 0                | 1                | 1                | 19               | —       | —       | —       | —       | —       |
| Усього в НХЛ | Усього в НХЛ          | Усього в НХЛ | 53               | 0                | 10               | 10               | 48               | —       | —       | —       | —       | —       |
| Усього в АХЛ | Усього в АХЛ          | Усього в АХЛ | 834              | 21               | 167              | 188              | 1399             | 102     | 2       | 20      | 22      | 199     |

## Тренерська статистика
| Команда | Сезон   | Регулярний сезон | Регулярний сезон | Регулярний сезон | Регулярний сезон | Регулярний сезон | Регулярний сезон      | Плей-оф | Плей-оф | Плей-оф | Плей-оф                             |
| Команда | Сезон   | І                | В                | П                | ПОТ              | О                | Результат             | В       | П       | %В      | Результат                           |
| ------- | ------- | ---------------- | ---------------- | ---------------- | ---------------- | ---------------- | --------------------- | ------- | ------- | ------- | ----------------------------------- |
| ФІ      | 2006–07 | 74               | 21               | 42               | 11               | (56)             | 5-е в АД              | -       | -       | -       | не вийшли у плей-оф                 |
| ФІ      | 2007–08 | 82               | 42               | 29               | 11               | 95               | 4-е в АД              | 9       | 8       | .529    | програш у третьому раунді (ПІТ)     |
| ФІ      | 2008–09 | 82               | 44               | 27               | 11               | 99               | 3-є в АД              | 2       | 4       | .333    | програш у першому раунді (ПІТ)      |
| ФІ      | 2009–10 | 25               | 13               | 11               | 1                | (88)             | 3-є в АД              | -       | -       | -       | звільнений                          |
| ЛА      | 2011–12 | 4                | 2                | 2                | 0                | (95)             | 2-е у ТД              | -       | -       | -       | (виконувач обов'язків)              |
| Усього  | Усього  | 267              | 122              | 111              | 34               | 278              | 0 перемог у Дивізіоні | 11      | 12      | .478    | 0 Кубків Стенлі 2 виходи до плей-оф |